# Udodi Onwuzurike
Udodi Onwuzurike (29 de enero de 2003) es un deportista de Nigeria que compite en atletismo. Ganó una medalla de oro en el Campeonato Mundial de Atletismo Sub-20 de 2021, en la prueba de 200 m.